# نهان‌نگاری

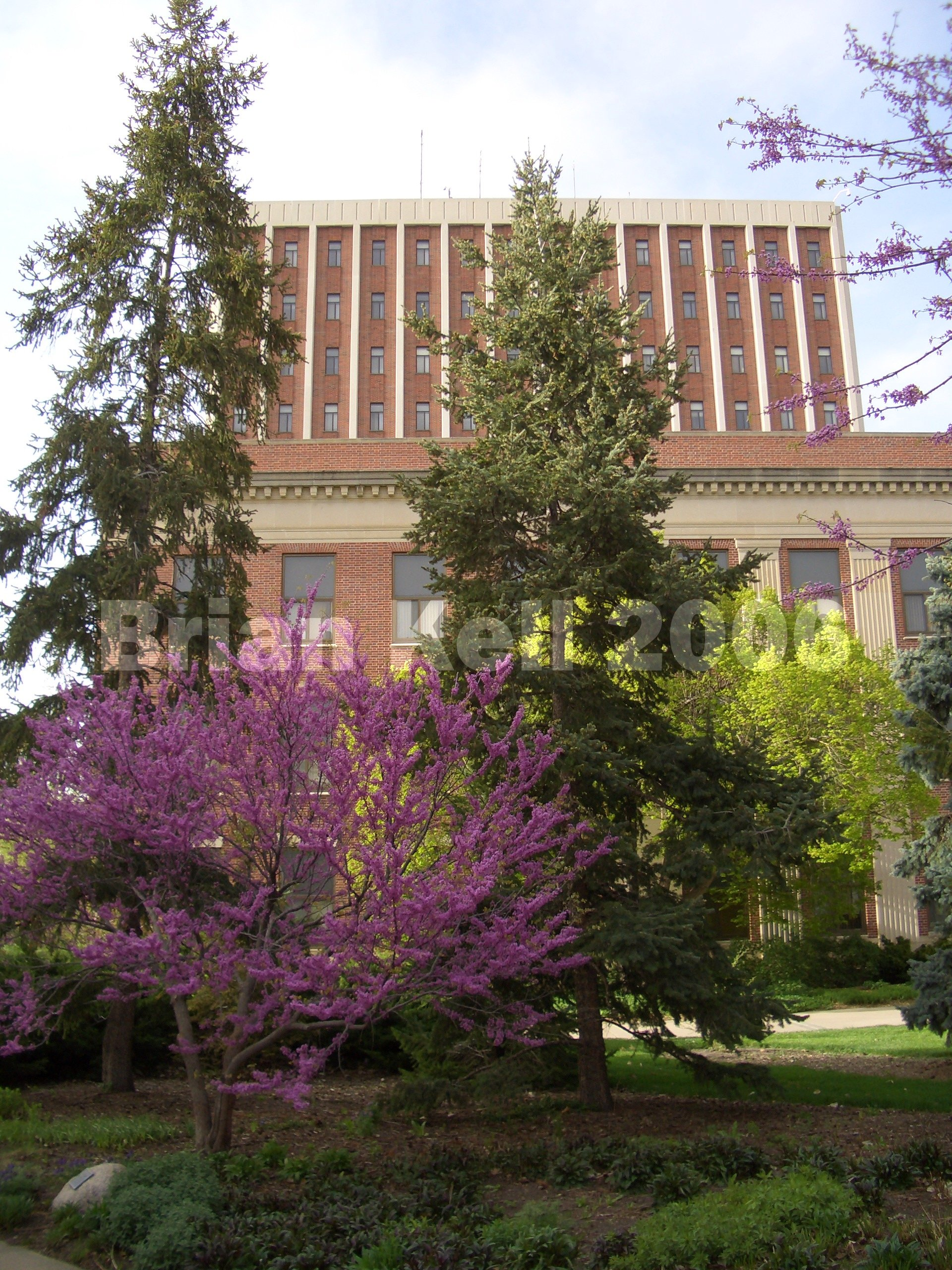
تصویری با واترمارکینگ قابل مشاهده «۲۰۰۶» که در وسط تصویر دیده می‌شود.

نهان‌نگاری یا واترمارک (به انگلیسی: Watermarking) که در زبان فارسی به چاپ سفید ترجمه شده‌است، طرحی است که علاوه بر طرح زمینه، به صورتی غیر محسوس بر روی اسناد کاغذی چاپ می‌شود و با کمک رنگ روشن‌تر یا از راه در معرض نور قرار گرفتن قابل رؤیت می‌باشد. واترمارکینگ دیجیتال رابطهٔ نزدیکی با نهان‌نگاری و پنهان‌سازی داده دارد؛ ولی با این حال، بسته به کاربردهایی که دارد، تفاوت‌هایی نیز مشاهده می‌شود؛ لذا در عین حال که می‌توان از مفاهیم مشابه در نهان‌نگاری برای ارزیابی الگوریتم‌های واترمارکینگ بهره گرفت، نباید از تفاوت‌هایی که در عمل بین آن‌ها وجود دارد، غافل بود.
با رشد فناوری دیجیتال طی دهه‌های گذشته، ارسال و ذخیره رسانه‌های الکترونیکی افزایش یافته‌است؛ چرا که نسخه‌برداری از داده‌ها بدون هیچ افت کیفیت و با هزینه‌ای بسیار اندک امکان‌پذیر شده‌است. بدین ترتیب بهره‌گیری از آثار دیجیتال بدون رعایت حق نشر، دست‌کاری اسناد و استفاده از اسناد جعلی ابعاد تازه‌تری یافته‌است. استفاده از سیستم‌های رمزنگاری قدیمی این امکان را به وجود می‌آورند که تنها دارندهٔ کلید بتواند متن رسانهٔ رمز شده را مشاهده کند، ولی در چنین حالتی نیز پس از رمزگشایی داده‌ها امکان استفاده غیرمجاز از آن وجود خواهد داشت؛ بنابراین روش‌های قدیمی رمزنگاری برای جلوگیری از استفادهٔ غیرمجاز حملات بداندیشانه کارایی لازم را نخواهند داشت. در این شرایط گنجاندن داده، به صورت غیرمحسوس، برای جلوگیری از استفاده‌های غیرمجاز از پتانسیل تجاری بالایی برخوردار است.
برای غلبه بر این مشکل، واترمارکینگ دیجیتال مطرح شده‌است.

## پنهان‌سازی و نهان‌نگاری
در برخی موارد ممکن است به نظر برسد با رمزنگاری داده‌ها بتوان یک سطح امنیت مناسب برای آن‌ها فراهم ساخت، اما این شیوه عملاً موجب تحریک مهاجمان می‌شود. حتی پیش از این نیز مخفی کردن متن بر رمز کردن آن ترجیح داده می‌شد. هرچند آغاز رمزنگاری مدرن را دوران نوزایی در اروپا می‌دانند، ولی در سال ۱۶۴۱ افرادی بودند که پنهان‌سازی داده را بر رمزنگاری ترجیح می‌داده‌اند{Petitcolas, ۱۹۹۹ #۳۰}. برتری‌های پنهان نمودن داده بر رمزنگاری در کاربردهای امروزی نیز آشکار است؛ برای روشنی بیشتر تصور کنید که سفارتخانهٔ یک کشور خارجی قصد دارد پیامی را به یک جاسوس ناشناس ارسال کند، در چنین حالتی اگر پیام را به صورت رمز درآورد، منابع اطلاعاتی به راحتی به هویت جاسوس پی می‌برند.
یکی از مهمترین شاخه‌های مخفی پنهان‌سازی، نهان‌نگاری می‌باشد. در حالی که هدف از رمزنگاری محافظت از داده می‌باشد، در نهان‌نگاری هدف به‌طور خاص مخفی کردن وجود آن‌هاست. در نهان‌نگاری داده، هدف ارسال یک پیام و اطلاعاتی تحت پوشش ارسال یک دادهٔ بی‌ضرر می‌باشد. در این‌جا هدف اصلی داده‌ای است که پنهان شده‌است و اطلاعات پوششی دارای اهمیت نمی‌باشد. برخلاف نهان‌نگاری در واترمارکینگ، دادهٔ گنجانده شده به دلیل اهمیت بالای سیگنال میزبان می‌باشد، که با اهداف متفاوتی نظیر حفظ حق نشر، درستی و تمامیت داده، ره‌گیری مسیر انتشار و … انجام می‌شود. در واقع تفاوت اصلی این دو روش در سیگنال دارای ارزش می‌باشد که در نخستین مورد، پیام گنجانده شده و در دیگری خود میزبان است که دارای ارزش می‌باشد.